# Club NXT
El Club NXT es un equipo de fútbol de Bélgica que juega en la Segunda División de Bélgica, la segunda división nacional.

## Historia
Fue fundado el 1 de julio de 2020 en la ciudad de Brujas luego de que el Club Brugge anunciara que relanzaría su academia juvenil con el nombre Club NXT. El 13 de agosto de 2020 se anunció que el equipo filial jugaría en la Segunda División de Bélgica en la temporada 2020–21.
El Club NXT jugó su primer partido en la segunda división el 22 de agosto de 2020 ante el RWDM47. El 30 de agosto de 2020 Thomas Van den Keybus anotó el primer gol en la historia del club ante el Lommel en el empate 2–2. En la siguiente temporada el Club NXT se trasladaría al Schiervelde Stadion en Roeselaere, a 25 kilómetros de distancia del Jan Breydelstadium. El estadio sería conocido con el nombre 'The NEST'.
El 15 de junio de 2022 Nicky Hayen sería nombrado nuevo entrenador del Club NXT.